# 太陽王子 霍爾斯的大冒險
《太陽王子 霍爾斯的大冒險》，為東映動畫所製作的長篇動畫歌舞電影，也是名導演高畑勲執導的動畫長片處女作。上映日為1968年7月21日，片長82分鐘。中華民國的中國電視公司在1973年起，曾以《華倫王子》（出自本片推出當時所採用的海外宣傳用譯名《The Little Norse Prince Valiant》）的譯名，多次播放本片的中文配音版。而香港亞洲電視則在1987年以《太陽王子》之名播出。
2018年8月19日，本片於台灣所舉辦的桃園電影節「紀念高畑勲」活動中重映。

## 故事梗概
孤立於人類社會的霍爾斯和其父，住在一座無人島上。一日，霍爾斯自岩石巨人莫克身上取得太陽之劍，莫克並表示只要能將太陽之劍重新淬鍊再現鋒芒，霍爾斯將得到太陽王子的稱號。但此時霍爾斯的夥伴小熊可洛前來通知霍爾斯其父將死，他便趕緊回去守在父親床邊聽候遺言，而其父的遺言是要霍爾斯到和他們一樣的人類社會去生活。霍爾斯和可洛便一同搭帆船前往有人類居住的村莊，但在途中他們遇到了…

## 工作人員
- 製作：大川博
- 企劃：關政次郎、相野田悟、原徹、齋藤侑
- 導演：高畑勳
- 編劇：深澤一夫
- 音樂：間宮芳生
- 美術：浦田又治
- 場面設計・美術設計：宮崎駿
- 人物設定：宮崎駿、大塚康生、森康二、小田部羊一、奧山玲子、林靜一
- 作畫監督：大塚康生

- 原画：森康二

奥山玲子
小田部羊一
宮崎駿
大田朱美
菊池貞雄
喜多真佐武
- 動画：生野徹太

堰合昇
吉田茂承
相磯嘉男
山下恭子
板野隆雄
薄田嘉信
坂野勝子
黒澤隆夫
阿部隆
的場茂夫
池原昭治
服部照夫
角田紘一
村松錦三郎
石山毬緒
長沼寿美子
山田みよ
- 背景：土田勇、井岡雅宏、内川文广
- 演出助手：竹田満、笠井由勝
- 描線：入江三帆子、黒澤和子
- 靜電印刷：加藤稔
- 彩色：岸本弘子、宮本慶子
- 特殊効果：平尾千秋
- 検査：新納三郎
- 調色：谷口洋平
- 攝影：吉村次郎、片山幸男
- 錄音：神原広巳
- 剪輯：千蔵豊
- 音響効果：大平紀義
- 記録：的場節代
- 進行：吉岡修
- 沖片：東映化学工業株式会社
- 音樂：間宮芳生
- 演奏：新室内楽協会
- 合唱：日本合唱協会
- 主題歌：

作詞：深沢一夫、作曲：間宮芳生、合唱：調布少年少女合唱隊
「希爾達之歌」演唱：増田睦美、魯特琴演奏：浜田三彦
（朝日）

## 配音員
- 霍爾斯（角色設計：大塚康生）：大方斐紗子
- 惡魔葛倫瓦德（角色設計：宮崎駿、奥山玲子、林静一）：平幹二朗
- 惡魔之妹希爾達（角色設計：森康二）：市原悅子
- 霍爾斯之父（角色設計：宮崎駿）：橫森久
- 白貓頭鷹多多（角色設計：小田部羊一）：橫森久
- 松鼠奇洛（角色設計：小田部羊一）：小原乃梨子
- 小熊可羅（角色設計：大塚康生）：朝井由香里
- 岩石巨人莫克（角色設計：宮崎駿）：橫內正
- 村中鐵匠康果爺爺（角色設計：宮崎駿）：東野英治郎
- 查哈爾（角色設計：奧山玲子）：杉山徳子
- 弗雷普（角色設計：大塚康生）：堀絢子
- 波多姆（角色設計：小田部羊一）：堀絢子
- 德拉哥（角色設計：小田部羊一）：永田靖
- 盧桑（角色設計：小田部羊一）：津坂匡章（現：秋野太作）
- 比莉亞（角色設計：奧山玲子）：赤沢亜沙子
- 毛妮（角色設計：奧山玲子）：水垣洋子
- 村長：三島雅夫
- 波爾德：横内正
- 年輕女子：阿部百合子
- 村女：檜よしえ
- 村人A：立花一男
- 村人B：神山寛